# Rudolf Baumbach

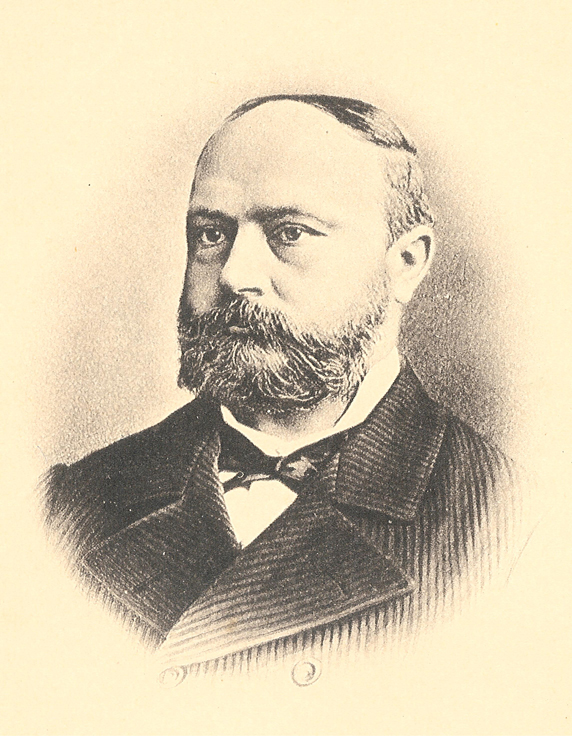
Rudolf Baumbach

Rudolf Baumbach (Kranichfeld, 28 september 1840 - Meiningen, 21 september 1905), ook bekend onder het pseudoniem Paul Bach) was een Duitse schrijver en dichter in het toenmalige Oostenrijk-Hongarije. Hij was als schrijver ook actief als popularisator van de bergsport.
In 1877 publiceerde hij het populair geworden verhaal Zlatorog - eine Alpensage over de Zlatorog (letterlijk: Goudhoorn), een mythische witte steenbok met gouden horens. Volgens een oude Slavische sage leefde dit dier op de berg Triglav, de hoogste top van de Julische Alpen en de nationale berg van Slovenië, waar het een schat bewaakte. Een eerdere versie van dat verhaal was voor het eerst in het Duits uitgegeven door de Sloveense schrijver Karel Dežman in 1868. Een dichtversie in het Sloveens uit 1904 van Anton Aškerc zou deel uitmaken van het nationale Sloveense epos.
- Bibsys: 90190901
- Biblioteca Nacional de Chile: 000159832
- Bibliothèque nationale de France: cb11045709c (data)
- CiNii: DA08240904
- Gemeinsame Normdatei: 118653857
- International Standard Name Identifier: 0000 0001 0916 8377
- Library of Congress Control Number: no97020399
- Nationale Bibliotheek van Letland: 000131589
- MusicBrainz: 04b213f2-889a-4a10-8ecb-bd1e945b58c5
- Nationale Bibliotheek van Tsjechië: kup19950000005393
- Nationale bibliotheek van Australië: 35957303
- Nationale Bibliotheek van Israël: 987007294279105171
- Nationale Bibliotheek van Polen: a0000001651255
- Nationale en Universitaire bibliotheek Zagreb: 000159706
- Nederlandse Thesaurus van Auteursnamen: 068528493
- Réseau des bibliothèques de Suisse occidentale: 02-A002978399
- SNAC: w6sb7d75
- Système universitaire de documentation: 081591063
- Trove: 1162523
- Virtual International Authority File: 76308116
- WorldCat: E39PBJbWBwDp8fXTGrcGvyj9jC